# Опсада Сиракузе (827—828)
Опсада Сиракузе (827—828) представља први покушај Аглабида да освоје овај важан византијски град на Сицилији.

## Опсада
Војска Аглабида се само неколико месеци раније искрцала на острво под изговором пружања подршке локалном византијском генерали Еуфемијусу који се побунио против византијске власти. Након заузимања тврђаве Мазаре, Аглабиди марширају ка Сиракузи, главном граду римске и византијске Сицилије. Опсада је трајала током зиме 827-828. године и завршена је неуспехом. До лета је војска Аглабида патила од недостатка хране и епидемије која је однела велики број војника укључујући и команданта Ибн ел Асад Фурата. Аглабиди се повлаче на југозападни део острва и настављају споро освајање Сицилије. То је довело до пада Сиракузе 878. године.